# Frank Bajohr
Frank Bajohr (* 16. August 1961 in Gladbeck) ist ein deutscher Historiker.
Frank Bajohr studierte Geschichte, Sozial- und Erziehungswissenschaften an der Universität Essen. Nach dem Staatsexamen wurde er 1989 Wissenschaftlicher Mitarbeiter der Forschungsstelle für Zeitgeschichte in Hamburg. 1997 wurde er in Hamburg bei Axel Schildt mit einer Untersuchung über die Verdrängung der jüdischen Unternehmer in Hamburg von 1933 bis 1945 promoviert. 2000/2001 war er als Fellow am International Institute for Holocaust Research in Yad Vashem, 2010/11 als Fellow des Centers for Advanced Holocaust Studies des United States Holocaust Memorial Museums (USHMM) tätig. Seit 2013 ist er Leiter des Zentrums für Holocaust-Studien am Institut für Zeitgeschichte (IfZ) in München. Zugleich lehrt er als außerplanmäßiger Professor am Historischen Seminar der Ludwig-Maximilians-Universität München. Häufig fährt er mit Studierenden zu früheren NS-Vernichtungslagern.
Seine Arbeitsschwerpunkte sind die Zeitgeschichte, Geschichte der Eliten im 20. Jahrhundert, Geschichte der NS-Zeit, Geschichte des Holocaust, Geschichte des Antisemitismus sowie Geschichte des Tourismus.
Beim Auschwitz-Prozess gegen Oskar Gröning im Jahr 2015 war er im Rahmen seiner Tätigkeit am IfZ als Sachverständiger geladen.

## Schriften (Auswahl)
Monografien
- Verdrängte Jahre. Gladbeck unterm Hakenkreuz, Klartext, Essen 1983, ISBN 3-88474-103-9.
- mit Detlev Peukert: Spuren des Widerstands. Die Bergarbeiterbewegung im Dritten Reich und im Exil. Beck, München 1987, ISBN 3-406-31993-9.
- „Arisierung“ in Hamburg. Die Verdrängung der jüdischen Unternehmer 1933–1945. Christians, Hamburg 1997, ISBN 3-7672-1302-8.
- Parvenüs und Profiteure. Korruption in der NS-Zeit. Fischer, Frankfurt am Main 2001, ISBN 3-10-004812-1.
- „Unser Hotel ist judenfrei“. Bäder-Antisemitismus im 19. und 20. Jahrhundert. Fischer, Frankfurt am Main 2003, ISBN 978-3-596-15796-9.
- mit Dieter Pohl: Der Holocaust als offenes Geheimnis. Die Deutschen, die NS-Führung und die Alliierten. Beck, München 2006, ISBN 3-406-54978-0.

Taschenbuch unter dem Titel: Der Holocaust als offenes Geheimnis. S. Fischer, Frankfurt 2008.
- Hanseat und Grenzgänger. Erik Blumenfeld, eine politische Biographie. Wallstein, Göttingen 2010, ISBN 978-3-8353-0600-4.

Herausgeberschaften
- mit Ernst Schmidt (Hrsg.): Überleben und widerstehen. Nationalsozialismus, Krieg und Nachkrieg in den Tagebüchern von Sozialdemokraten (= Geschichte im Klartext. Band 1). Herausgegeben durch die SPD Essen. Anton Klein, Fritz Labudat. Klartext, Essen, 1985, ISBN 3-88474-110-1.
- mit Michael Wildt: Volksgemeinschaft. Neue Forschungen zur Gesellschaft des Nationalsozialismus. Fischer, Frankfurt am Main 2009, ISBN 978-3-596-18354-8.
- mit Christoph Strupp: Fremde Blicke auf das „Dritte Reich“. Berichte ausländischer Diplomaten über Herrschaft und Gesellschaft in Deutschland 1933–1945. Wallstein, Göttingen 2011, ISBN 3-8353-0870-X.
- mit Beate Meyer und Joachim Szodrynski: Bedrohung, Hoffnung, Skepsis, vier Tagebücher des Jahres 1933. Wallstein, Göttingen 2013, ISBN 978-3-8353-1365-1.
- mit Andrea Löw: Der Holocaust. Ergebnisse und neue Fragen der Forschung. Fischer, Frankfurt am Main 2015, ISBN 978-3-596-03279-2.
- mit Jürgen Matthäus: Alfred Rosenberg – die Tagebücher von 1934 bis 1944. S. Fischer, Frankfurt 2015, ISBN 978-3-10-002387-2.
- mit Sybille Steinbacher: „... Zeugnis ablegen bis zum letzten“. Tagebücher und persönliche Zeugnisse aus der Zeit des Nationalsozialismus und des Holocaust (= Dachauer Symposien zur Zeitgeschichte. Bd. 15). Wallstein-Verlag, Göttingen 2015, ISBN 3-8353-1742-3.
- mit Anselm Doering-Manteuffel, Claudia Kemper und Detlef Siegfried (Hrsg.): Mehr als eine Erzählung. Zeitgeschichtliche Perspektiven auf die Bundesrepublik. Festschrift für Axel Schildt. Wallstein, Göttingen 2016, ISBN 978-3-8353-1882-3.
- mit Andrea Löw: The Holocaust and European societies. Social processes and social dynamics. Palgrave Macmillan, London 2016, ISBN 978-1-137-56983-7.
- mit Magnus Brechtken (Hg.): Zeitzeugen, Zeitgenossen, Zeitgeschichte. Die frühe NS-Forschung am Institut für Zeitgeschichte. Göttingen, Wallstein 2024

Beiträge in Sammelwerken
- Josef Schmid, Forschungsstelle für Zeitgeschichte Hamburg (Hrsg.): Hamburg im Dritten Reich. Göttingen 2005, ISBN 978-3-89244-903-4.